# 钱文选

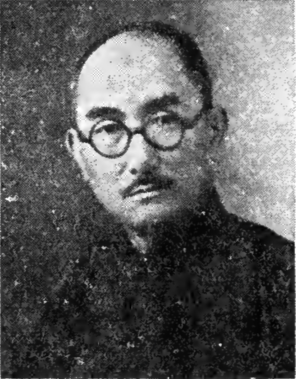
钱文选

钱文选（1874年—1957年3月5日），字士青、号灿升，安徽广德人。

## 生平
钱文选是钱镠第三十二世孙，同治十三年（1874年）出生于安徽广德县。光绪二十九年（1903年）入读京师大学堂师范馆，不久又改入译学馆，专攻英文。光绪三十四年（1908年）毕业后，任七品京官。次年，出任学部留学生襄校监试官，宣统二年（1910年）又任驻英留学生监督。
中华民国成立后，钱文选于民国二年（1913年）出任中国任旧金山领事，并兼任财政部驻美盐务调查员、巴拿马赛会中国监督处参议。民国四年（1915年）回国，调财政部任职，历任云南、河北、浙江、湖北、福建等地盐务稽核所所长、皖岸榷运局局长、两浙盐运使等。民国二十一年（1932年）申请卸职，此后在杭州寓居。民国二十三年（1934年），出任黄山建设委员会委员、浙江省赈务委员会常委。民国二十六年（1937年），出任杭州红卐字会会长。抗日战争期间避居于上海。抗战结束后回到杭州，民国三十五年（1946年）当选杭州市临时参议会参议员，并出任杭州市河整理委员会主委、浙江孔圣纪念会会长、浙江省省会孔庙整理委员会主委。
中华人民共和国成立后，钱文选出任杭州市政协委员。1957年病逝。

## 著作
钱文选一生著作颇丰，不仅编撰过《滇盐》、《芦盐》、《浙盐》、《鄂盐》、《闽盐》等盐志，还写有《钱氏家乘》、《钱武肃王功德史》、《诵芬堂文稿》、《环球日记》、《英制纲要》、《游滇纪事》、《浙江名胜记要》、《广德县志稿》等著作，并自编有《士青全集》。